# Museo de Marrakech

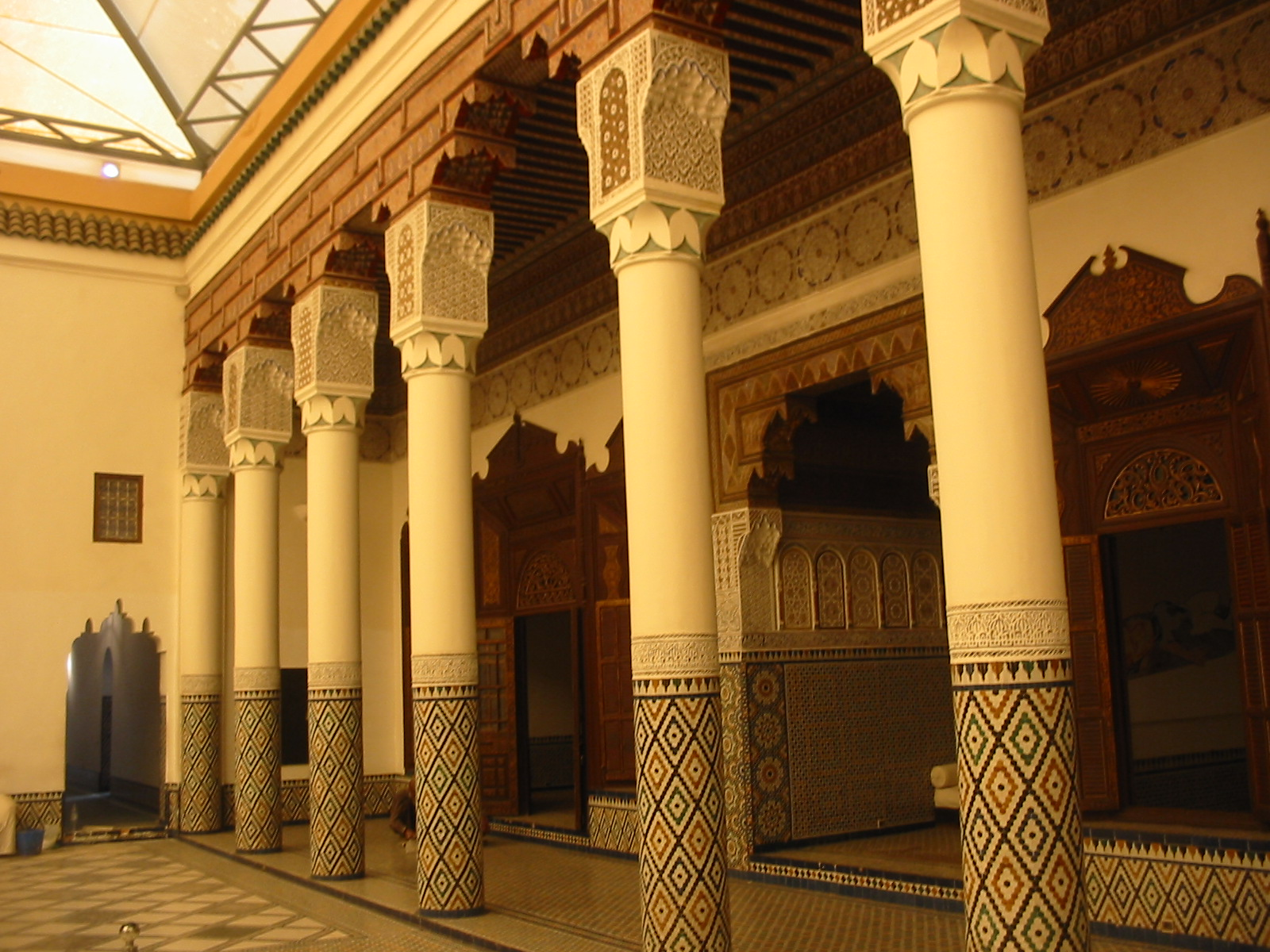
Museo de Marrakech.

El museo de Marrakech, situado junto a la madrasa de Ben Youssef, es un palacio construido en una parcela de 2.108 m², dotado de un patio grande y confortable de 709 m², típico del arte morisco, transformado un museo privado y lugar de acogida de actividades culturales.
Se encuentra en el antiguo palacio Mnebbi, que fue construido a finales del siglo XIX por el gran visir del sultán Mulay Mehdi Hassan. El edificio sigue el estilo de la casa marroquí tradicional. Una puerta decorada conduce a un patio abierto, actualmente cubierto por una lona, con alicatados zellige y tres surtidores de mármol en el centro. Desde el patio se accede a las salas de la planta baja y las plantas superiores.
El palacio fue restaurado y rehabilitado como museo por Omar Benjelloun, que era un gran coleccionista y mecenas marroquí. El Museo de Marrakech está financiado y gestionado por la fundación Omar Benjelloun.
Este museo ha organizado desde 1995 únicamente exposiciones no permanentes de arte contemporáneo o sobre el patrimonio cultural marroquí. En la planta baja se exponen objetos de cobre martillado, armas y joyas bereberes y vestimentas. Son objetos que aún se llevan y se usan en las zonas de montaña.
El salón del primer piso tiene una decoración hispano-morisca y muebles de cedro.
El museo también organiza y acoge manifestaciones diversas, como conciertos, representaciones teatrales y coreográficas, proyecciones de películas, coloquios, jornadas de estudio y talleres.